# Connor Brown
Connor Brown (ur. 6 sierpnia 1998 w Kapsztadzie) – nowozelandzki kolarz szosowy i torowy.
Brown pochodzi z Południowej Afryki, skąd w wieku 4 lat przeprowadził się z rodziną do Nowej Zelandii.

## Osiągnięcia

### Kolarstwo szosowe
Opracowano na podstawie:
2019
- 3. miejsce w Tour de Limpopo
  - 1. miejsce na 2. etapie
- 3. miejsce w Trofeo Alcide Degasperi

### Kolarstwo torowe
Opracowano na podstawie:
2016
- 1. miejsce w mistrzostwach świata juniorów (wyścig drużynowy na dochodzenie)

## Rankingi

### Kolarstwo szosowe
| Rok              | 2018  | 2019  | 2020  |
| ---------------- | ----- | ----- | ----- |
| World Ranking    | 1061. | 1116. | 1178. |
| UCI Oceania Tour | 24.   | 61.   | 61.   |
|                  |       |       |       |
| Źródło: UCI      |       |       |       |